# Municipio de Blue Lake (condado de Kalkaska)
El municipio de Blue Lake (en inglés: Blue Lake Township) es un municipio ubicado en el condado de Kalkaska en el estado estadounidense de Míchigan. En el año 2010 tenía una población de 387 habitantes y una densidad poblacional de 4,12 personas por km².

## Geografía
El municipio de Blue Lake se encuentra ubicado en las coordenadas 44°48′43″N 84°54′22″O / 44.81194, -84.90611. Según la Oficina del Censo de los Estados Unidos, el municipio tiene una superficie total de 93.83 km², de la cual 90,54 km² corresponden a tierra firme y (3,51 %) 3,29 km² es agua.

## Demografía
Según el censo de 2010, había 387 personas residiendo en el municipio de Blue Lake. La densidad de población era de 4,12 hab./km². De los 387 habitantes, el municipio de Blue Lake estaba compuesto por el 97,16 % blancos, el 0,52 % eran afroamericanos y el 2,33 % eran de una mezcla de razas. Del total de la población el 0,52 % eran hispanos o latinos de cualquier raza.